# JIGGER'S SON
JIGGER'S SON（ジガーズサン）は、日本のロックバンド。

## 概要
1988年、仙台市にて坂本さとる、渡辺洋一を中心に結成。バンド名はさとるの当時の座右の銘「自画自賛」をもじったもの。日本コロムビア80周年記念コンテストでの優勝をきっかけに1992年6月にメジャーデビューし、6年間で13枚のシングル、7枚のオリジナルアルバムを残すも1998年10月に活動休止。それぞれの活動を経て2001年7月に解散を発表し、同年9月、一夜限りのライヴ「決着」を以て活動を終えた。2012年、デビュー20周年を機に再結成。以後、年に一度のペースでの単独ライヴを開催し、新作CDのリリースも行っている。

## 略歴
- 1989年、自主制作アルバム『WHAT'S WRONG?』リリース。数々のコンテストに出場する。
- 1990年、CDシングル「KIDS」、カセットアルバム『僕の宝物』リリース。ドラムの大光ワタルが脱退、鈴木が加入。
- 1992年6月、シングル「お宝～大切な君だから～」アルバム『自画自賛～大切な君だから～』の同時リリースでデビュー。
- 1993年、3rdシングル「大丈夫」がヒット。
- 1994年、4thアルバム『JIGGER'S SON』リリース。初のセルフプロデュース作品。ホール規模のライヴも開催(宮城県民会館、IMPホール大阪)。
- 1996年、TRIADレーベル移籍。坂本さとるは本名の「坂本覚」へ。

### 解散
- 1998年10月、活動休止を発表。坂本覚は「坂本サトル」としてソロ活動へ移る。
- 2001年8月9日、解散ライヴを発表。9月21日渋谷ON AIR EASTでの「解散ライヴ 決着」にて解散。（メドレーを含む全39曲　19時10分開始～22時45分終了）
  - 活動休止から解散の経緯については、後に坂本サトルの企画ウェブコラム「weekend caravan」にて執筆され、後にエッセイ集「weekend caravan ＋(plus)」として発売された。

### 再結成
- 2012年、坂本サトルデビュー20周年プロジェクトにて、ジガーズ・サン復活ライヴ開催を発表する。
  - 8月6日、復活ライヴ前に仙台でのイベント夕涼みコンサートに参加。11年ぶりのライヴとなる。
  - 9月21日、渋谷ON AIR EASTにてライヴ「再会20」を開催。解散した同日・同場所での開催となる。
会場限定シングル「バトン」販売。以降、基本的に1年に1度のライブを定期的に行う。
  - 11月、14年振りのシングル「バトン」をリリース。
- 2013年、大阪と仙台にてライブ。2本だけであったが活動休止以来15年ぶりのツアーとなった。　
  - 9月21日、大阪Music club JANUSにて「JIGGER'S SON LIVE 2013『再会21〜大阪へ』」開催。
  - 9月23日、仙台イズミティ21小ホールにて「JIGGER'S SON LIVE 2013『再会21〜仙台へ』」開催。
- 2014年9月14日、TSUTAYA O-East（SHIBUYA O-East）にて「JIGGER'S SON LIVE 2014 『3年目のフワク』」開催。
- 2015年9月26日、TSUTAYA O-West（SHIBUYA O-West）にて「JIGGER'S SON LIVE 2015 『東から西へ』」開催。
- 2017年9月14日、TSUTAYA O-West（SHIBUYA O-West）にて「JIGGER'S SON LIVE 2017 『サウンドサプライズ』」開催。
  - 10月4日、19年ぶりのニューアルバム「SOUND of SURPRISE」リリース。
- 2018年、バンド結成30周年を機に会場を仙台市に移す。
  - 9月1日、仙台rensaにて「JIGGER'S SON LIVE 2018 『平成とともに』」開催。
- 2019年9月21日、仙台rensaにて「JIGGER'S SON LIVE 2019 『令和もジガーズサンやります！』」開催。
- 2020年7月25日、仙台rensaにて「JIGGER'S SON LIVE 2020 『BEST HIT JSS』」開催予定であったが、新型コロナウィルス感染拡大防止のため無観客、YouTubeでの配信ライブ『おなじ空の下』が開催された。
- 2021年7月24日、YouTubeによる無観客配信ライブ「『なんとかしま SHOW』」開催。
- 2022年
  - 8月27日、仙台darwinにて3年ぶりとなる有観客で、デビュー30周年アニバーサリーライブ『30年後の僕ら』開催。
  - 11月‐アマチュア時代の1990年11月に250本限定で自主制作されたカセットテープアルバム「僕の宝物」が、デビュー30周年記念としてデジタルリリースされた。本作はドラム鈴木慎也の加入前だったため、オリジナルメンバーだった大光ワタルが参加している。しかし大光は別バンドで一足先にメジャーデビューしていたため、本作では「BIG-LIGHT」という変名でクレジットされている。
- 2023年
  - 6月‐坂本サトルの主催するイベント「HOMETOWN MUSIC LIFE」フィナーレに出演予定であったが、ギター渡辺洋一が脊柱管狭窄症のため出演が叶わず、バンドの出演もキャンセルとなった。
  - 7月15日、仙台darwinにて『ローリング＆タンブリング』開催。ギターの渡辺洋一は脊柱管狭窄症のため出演が叶わず、ステージには等身大パネルが設置され、テレビ電話でのリモート出演となった。
- 2024年7月27日、仙台darwinにて「JIGGER'S SON Live 2024『ローリング＆タンブリング２』」開催。2023年はギター渡辺洋一が病気でリモート参加となったため、前年と同タイトルを冠し、オープニングも渡辺の復帰をフィーチャーする演出となった。バンドのフルメンバーが揃うことへの期待感もあり、前売りチケットは開催1ヵ月半前に完売した。
- 2025年4月5日、リンクステーションホール青森（青森市文化会館）で開催された坂本サトルソロデビュー25周年記念ライブ「QUARTER CENTURY」にJIGGER'S SONがゲスト出演。元々、バックバンド「坂本サトルBAND」のメンバーとしてBass坂本昌人、Drums鈴木慎也が参加しており、Guitar渡辺洋一がゲスト出演することでJIGGER'S SONメンバーが揃う形となった。「缶ビール」「メリーゴーランド」「大丈夫」「何もしてあげない」の4曲を披露したほか、渡辺は「Hometown Music Life」「CRAZY DAYS」「天使達の歌」のセッションにも参加した。

## メンバー
- 坂本サトル（さかもとｰ、ボーカル、ギター）
1967年4月3日生、青森県南部町出身。デビュー時は「坂本さとる」、1996年のレーベル移籍を機に「坂本覚」、1998年のソロ活動開始より「坂本サトル」と改名している。殆どの楽曲の作詞作曲を手がける。近年はアイドルプロデュースやラジオパーソナリティとしても活動。
- 渡辺洋一（わたなべよういち、ギター）
1960年7月4日生、北海道芽室町出身。仙台の劇団を母体としたバンドTHE MAHLERで活動していた。Charに影響を受けており、ツアー等で使用したアンプやギターもCharと同じモデルだった。
- 坂本昌人（ｰまさと、ベース）
1969年9月20日生。サトルの実弟。愛称:マット。活動休止後は実家のリンゴ農園を継ぐため帰郷。瀬木貴将のバンドNature Worldのベーシストも務めた。
- 鈴木慎也（すずきしんや、ドラム）
1970年10月21日生、岩手県花巻市出身。父が地元でドラマーをしていたことから楽器に触れる。イラストが得意で、筆ペンによる味のあるイラストをサトルの連載等に寄稿していた。

### 元メンバー
- 大光ワタル（だいこう-、ドラム）
渡辺と同じくTHE MAHLERのメンバー。1990年まで在籍したが、並行して活動していたSΛKΛNΛでデビューが決まり脱退。その後、初期のT.M.Revolutionをはじめ多数のアーティストのステージサポートでも活躍した。

## ディスコグラフィー

### シングル
| リリース       | タイトル（c/w）                                                                 | 備考(最高位/登場週数はオリコン)                                               |
| -------------- | ------------------------------------------------------------------------------- | ----------------------------------------------------------------------------- |
| 1992年6月1日   | お宝 ～大切な君だから オートバイに乗って                                        | FM802 1992年7月度ヘビーローテーション                                         |
| 1992年10月21日 | 顔を上げて 迎えに行くよ                                                         |                                                                               |
| 1993年1月21日  | 大丈夫 17才                                                                     | 各地での反響を受けて急遽2ndALからシングルカット。最高位67位/登場週数6         |
| 1993年6月21日  | 街で会おうよ 4つの約束                                                          |                                                                               |
| 1994年1月21日  | また明日 雪 [ニュー・テイク]                                                    | 佐橋佳幸プロデュース。C/Wは初のセルフプロデュース楽曲。 最高位69位/登場週数2  |
| 1994年6月21日  | 何もしてあげない 噂のディレイ                                                   | さとる手書きアンケート葉書封入 最高位96位/登場週数1                           |
| 1995年6月21日  | さよならは僕が言う さらし者                                                     | 初回盤のみステッカー・応募券封入 最高位43位/登場週数4                         |
| 1995年11月1日  | 告白 どうすればいいの                                                           | 最高位93位/登場週数2                                                          |
| 1996年10月19日 | バイバイ まだまだあるだろ 紫の花                                                | マキシシングル                                                                |
| 1997年2月21日  | 流星 神様にビールを                                                             | C/Wは昌人作曲                                                                 |
| 1997年5月21日  | 素敵な日々 ワンダイムの夢                                                       | 6thALでの好評につき急遽シングルカット。 C/Wは同名のラジオ番組で制作した楽曲。 |
| 1997年10月21日 | 世界の終わり ふらんす                                                           | 見開きジャケット                                                              |
| 1998年2月21日  | 忘れないで ラジオ                                                               |                                                                               |
| 2012年11月21日 | バトン 大丈夫 (2012 version) マスター YAMASHITA わたなべのうた (限定盤のみ収録) | 特典DVD付。ライブ会場限定盤も発売。森山公一との共同編曲。                     |
| 2013年         | メリーゴーランド 再会20 / クロ (2013年風)                                       | ライブ会場限定盤も発売。森山公一との共同編曲。                                |

### アルバム
| リリース       | タイトル                   |
| -------------- | -------------------------- |
| 1992年6月1日   | 自画自賛。～大切な君だから |
| 1992年10月21日 | おなじ空の下で             |
| 1993年7月1日   | 幸せになりたい。           |
| 1994年9月1日   | JIGGER'S SON               |
| 1995年12月21日 | あなたの味方               |
| 1997年3月20日  | 素敵な日々                 |
| 1998年3月21日  | バランス                   |
| 2017年10月4日  | SOUND of SURPRISE          |

### デジタルリリース
| リリース      | タイトル | 収録内容 |
| ------------- | -------- | --- |
| 2022年11月1日 | 僕の宝物 | 01. INTRODUCTION 02. ルビー（1990 僕の宝物 ver.） 03. コーヒーを入れよう（1990 僕の宝物 ver.） 04. 君の詩（1990 僕の宝物 ver.） 05. 砂利道 06. 君は泣かないと約束した（1990 僕の宝物 ver.） 07. すごい 08. 雪のないクリスマス 09. お宝（1990 僕の宝物 ver.） |

### ベストアルバム
| リリース       | タイトル                                          |
| -------------- | ------------------------------------------------- |
| 1995年7月21日  | Birthday ～1992-1995～                            |
| 1998年4月21日  | Lemonade Days〜THE BEST OF JIGGER'S SON 1992-1995 |
| 1999年8月21日  | JIGGER'S SON BEST -orange-                        |
| 1999年11月20日 | JIGGER'S SON BEST -apple-                         |

## タイアップ一覧
| 使用年 | 曲名               | タイアップ                                                                 |
| ------ | ------------------ | -------------------------------------------------------------------------- |
| 1993年 | 大丈夫             | MBS・TBS系『新伍のワガママ大百科』エンディングテーマ                       |
| 1993年 | 大丈夫             | 仙台放送 イメージソング                                                    |
| 1993年 | 大丈夫             | 群馬銀行 CMソング                                                          |
| 1994年 | また明日           | テレビ神奈川『ミュージックトマトJAPAN』エンディングテーマ                  |
| 1995年 | さよならは僕が言う | テレビ朝日系『リングの魂』エンディングテーマ                               |
| 1995年 | 告白               | TBS系『噂の!東京マガジン』エンディングテーマ                               |
| 1997年 | 流星               | テレビ朝日系『Q99II KYU-KYU-KYU』エンディングテーマ                        |
| 1997年 | 素敵な日々         | テレビ東京系『BiKiNi』エンディングテーマ                                   |
| 1997年 | ワンダイムの夢     | FM NACK5『'97 NACK5スポーツ』テーマソング                                  |
| 1997年 | 世界の終わり       | フジテレビ系『来来圏』オープニングテーマ                                   |
| 2014年 | クロ(2013 version) | 「I Love Dog Music Video 制作プロジェクト」テーマソング                    |
| 2018年 | 銀河県道999        | 日産自動車「青森県限定特別仕様車エクストレイル《賢ｅ》パッケージ」CMソング |